# Peprilus snyderi
Peprilus snyderi és una espècie de peix marí pertanyent a la família dels estromatèids i a l'ordre dels perciformes.

## Descripció
El seu cos, molt comprimit, fa 30 cm de llargària màxima i es caracteritza per tindre una forma ovalada i semicircular, un color blanc argentat blavós al dors i una altura de poca a moderada. Aletes dorsal i anal curtes. Pot ésser confós amb Peprilus medius (encara que aquest té una forma més arrodonida i les aletes dorsal i anal més allargades) i amb Trachinotus paitensis, tot i que les seues aletes dorsal i anal són més posteriors.

## Reproducció
És externa i tant els ous com les larves, ambdós pelàgics, no gaudeixen de cap mena de protecció per part dels progenitors.

## Alimentació
Es nodreix d'invertebrats bentònics mòbils i el seu nivell tròfic és de 4,05.

## Hàbitat i distribució geogràfica
És un peix marí, bentopelàgic i de clima tropical (32°N-8°N), el qual viu des de la superfície de les aigües costaneres fins als fons tous de la plataforma continental del Pacífic oriental central: des del golf de Califòrnia i el sud de Baixa Califòrnia (Mèxic) fins a Panamà, l'Equador i el Perú, incloent-hi Guatemala, Hondures, El Salvador, Nicaragua, Costa Rica i Colòmbia.

## Observacions
És inofensiu per als humans, el seu índex de vulnerabilitat és de baix a moderat (25 de 100) i no pateix d'amenaces serioses (tot i que la sobrepesca pot afectar-ne les poblacions locals). Està catalogada com una espècie d'alt potencial per a la pesca.